# Halloween: Resurrection
Halloween: Resurrection är en amerikansk skräckfilm/slasher från 2002 i regi av Rick Rosenthal, med Jamie Lee Curtis, Brad Loree, Busta Rhymes och Bianca Kajlich i rollerna. Filmen är den åttonde filmen i Halloween-serien.

## Handling
Freddie Harris är mannen bakom Dangertainment.com, ett företag som tar dokusåporna till en helt ny nivå. Han hyr in sex modiga tonåringar som bevakade med videokameror ska "överleva" en natt i ett övergivet hus. Men det är inte vilken natt som helst, utan under Halloween. Och det är heller inte vilket hus som helst, utan seriemördaren Michael Myers barndomshem.
Men när de äventyrslystna ungdomarna väl blir inlåsta lägger sig snart deras förväntansfulla munterhet som en klump i magen. Huset är långt ifrån övergivet. Han är tillbaka, ondskan har slutligen hittat hem!

## Rollista
| Jamie Lee Curtis    | – Laurie Strode  |
| Brad Loree          | – Michael Myers  |
| Busta Rhymes        | – Freddie Harris |
| Bianca Kajlich      | – Sara Moyer     |
| Sean Patrick Thomas | – Rudy           |
| Daisy McCrackin     | – Donna          |
| Katee Sackhoff      | – Jen            |
| Luke Kirby          | – Jim            |
| Thomas Ian Nicholas | – Bill           |
| Ryan Merriman       | – Myles Barton   |
| Tyra Banks          | – Nora           |
| Billy Kay           | – Scott          |
| Gus Lynch           | – Harold         |

## Om filmen
Detta är den sista filmen i den ursprungliga serien, efter denna film gjorde Rob Zombie en reboot.